# Бамбуковая куфия
Бамбуковая куфия, или будру-пам (лат. Craspedocephalus gramineus) — ядовитая змея подсемейства ямкоголовых семейства гадюковых. Эндемик Индии.

## Описание
Змея бамбукового цвета с жёлтыми и белыми вкраплениями на чешуе. От головы по бокам тянутся две полоски жёлтого цвета с голубоватым блеском. Хвостовая часть обычно сохраняет цвет тела, но часто бывает светло-коричневого цвета с красным оттенком. Голова треугольной формы. Змея достигает длины 82 см, но обычно бывает меньше.

## Распространение
Встречается в Индии в штатах Тамилнад, Одиша, Гоа, Керала, Чхаттисгарх, Андхра-Прадеш, Мадхья-Прадеш, Карнатака и Махараштра. Сообщения о находках этого вида в Пакистане, Непале, Южном Китае, на Тайване, Филиппинах, Никобарских и Андаманских островах относятся к популяциям, в настоящее время относимым к другим видам.

## Образ жизни
Змея питается лягушками, ящерицами и небольшими птицами.
Бамбуковая куфия рождает от 7 до 15 детёнышей.